# Educación superior
Los términos educación superior, enseñanza superior, estudios superiores, educación profesional y educación terciaria aluden a la última etapa del proceso de aprendizaje académico, es decir, a todas las trayectorias formativas postsecundarias que cada país contempla en su sistema. Se imparte en las universidades, en las academias superiores o en las instituciones de formación profesional superior, entre otros.
Es un paso posterior a la educación secundaria, y es común, aunque no imprescindible, que exista una selección de acceso a las instituciones de enseñanza superior basada en el rendimiento escolar durante la etapa secundaria o en un examen de acceso a la universidad. Según el país, este examen puede ser de ámbito estatal, local o propio de cada universidad.

## Preparación que brinda
La preparación que brinda la educación superior es de tipo profesional o académica. Se distingue entre estudios de pregrado (tecnicatura), grado (licenciatura) y posgrado (especialización, maestría o doctorado), según el sistema de titulación profesional y grados académicos. Los establecimientos de educación superior han sido tradicionalmente las universidades, pero además se consideran otros centros educacionales como institutos, escuelas profesionales o escuelas técnicas, centros de formación del profesorado, escuelas o institutos politécnicos, entre otros, adscritos a una universidad local.

## Otras funciones
Aparte de la enseñanza, una función importante que se tiene en cuenta en la educación superior es la actividad de investigación en los distintos niveles del saber. En este sentido, la formación en investigación es un factor imprescindible en la calidad de la Educación Superior, resultando la mediación tecnológica esencial para lograr los objetivos de aprendizaje centrados en el alumnado en ambientes ubicuos y virtuales, es decir, en cualquier momento y lugar Otra importante función es la que corresponde a las actividades de extensión, donde se procura la participación de la población
En la actualidad con la globalización, por ejemplo, otro de los roles de la educación, en la mayoría de los países del mundo, consiste en ver a la misma, como el inicio de un proceso, donde el ser humano se ocupa en aumentar su valor en el ámbito que se especialice, este se va transformando en una figura de interés hacia el mundo laboral. De esta manera el portafolio académico, donde se encuentran certificaciones, grados obtenidos en sus estudios sería su presentación y la credencial que determinaría su valor, esto se le conoce como Capital Humano. Bajo este rol el profesionista va adoptando un lenguaje de la competencia, comienzan a utilizar un vocabulario distinto, debido a la expansión en ámbitos que no eran económicos como lo era la Educación.

## América

### América del Sur

#### Argentina

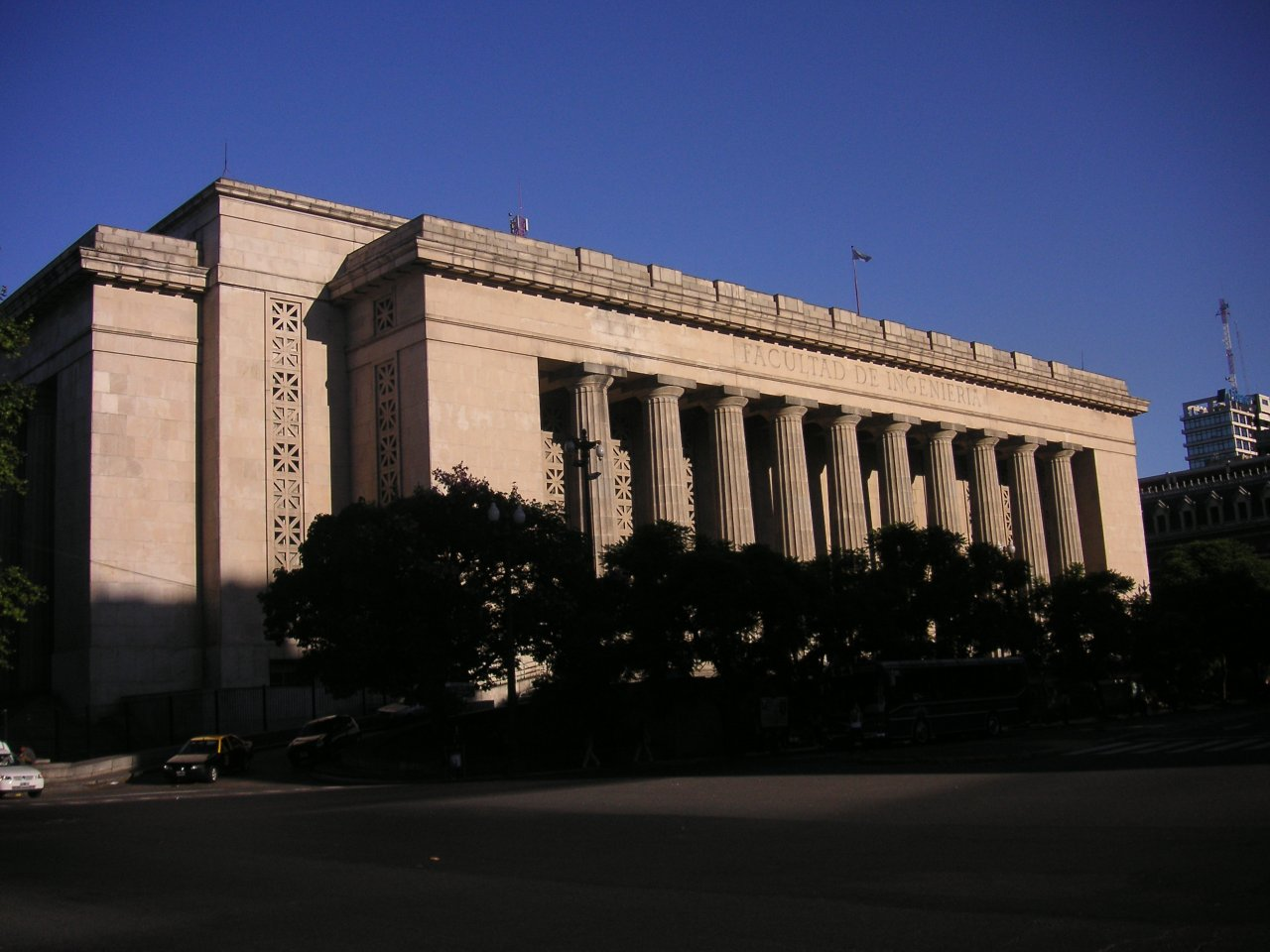
Universidad de Buenos Aires, Facultad de Ingeniería (sede Paseo Colón).

En el sistema educativo argentino la educación superior según la Ley de Educación Nacional (LEN) N.º 26.206, comprende: a) Universidades e Institutos Universitarios, estatales o privados autorizados; b) Institutos de Educación Superior de jurisdicción nacional, provincial o de la Ciudad Autónoma de Buenos Aires, de gestión estatal o privada. En ambos casos en concordancia con la denominación establecida en la Ley de Educación Superior N.º 24.521 y la Ley N.º 26.058 para los Institutos de Educación Técnico Profesional. Solo las instituciones ubicadas en alguna de estas tres categorías están legalmente autorizadas por el Ministerio de Educación de la Nación para otorgar títulos oficiales.   
La diferencia entre Universidades e Institutos Universitarios consiste en que estos últimos ofrecen carreras de un solo campo de conocimiento (por ejemplo, carreras empresariales) mientras que las universidades comprenden distintos departamentos -generalmente llamados facultades- cubriendo distintas ramas de la formación superior. Igualmente ambos otorgan títulos de grado (licenciaturas, ingenierías, etcétera) y postgrado (especializaciones, maestrías y doctorados), y en algunos casos también pregrado, como títulos intermedios para quienes están cursando carreras de grado, o bien directamente como carreras cortas enfocadas en la práctica laboral en algunas disciplinas (funcionando en ese caso también como institución terciaria). Estas entidades deben someter sus planes de estudio a la CONEAU (Comisión Nacional de Evaluación y Acreditación Universitaria) como requisito para que los títulos que expiden tengan validez oficial.  
Por su parte, los institutos no universitarios ofrecen carreras llamadas tecnicaturas o diplomaturas, que duran entre 2 y 4 años. Generalmente, son carreras de pregrado que brindan formación académica y profesional en alguna disciplina determinada o rama del saber. Muchos estudiantes que completan su tecnicatura o diplomatura continúan sus estudios en la universidad, mediante lo que se conoce como articulación, para obtener el título universitario de grado correspondiente a su profesión o afín. Mediante este esquema, las materias aprobadas en la tecnicatura o diplomatura deben ser reconocidas por la universidad para evitar tener repetir el estudio de los mismos temas.
En Argentina todas las personas que aprobaron la educación secundaria pueden ingresar a la enseñanza de grado en el nivel de educación superior y las personas mayores de 25 años que no aprobaron la educación secundaria pueden ingresar si demuestran que tienen preparación, experiencia laboral, aptitudes y conocimientos suficientes para cursar los estudios a los que quieren ingresar. El ingreso es libre e irrestricto, pueden existir procesos de nivelación y orientación pero esos procesos en ningún caso deben tener un carácter selectivo excluyente o discriminador.

#### Bolivia
La Educación superior en Bolivia, está conformada, según el art. 91, parágrafo III de la Constitución Política del Estado por:" las universidades, las escuelas superiores de formación docente, y los institutos técnicos, tecnológicos y artísticos."
Además de que el Estado Plurinacional de Bolivia, según el art. 92, parágrafo I, reconoce la autonomía universitaria. En el parágrafo II, del mismo artículo, reconoce que constituirán la Universidad Boliviana, que coordinará y programará sus fines y funciones, mediante un organismo central, de acuerdo con un plan de desarrollo universitario.   
Sistema Universitario en Bolivia
El Sistema Universitario en Bolivia consta de once universidades, que funcionan en las nueve capitales de Departamento, incluye a la ciudad de El Alto, además una en la localidad minera de siglo XX. Las únicas universidades privadas reconocidas son la Universidad Católica Boliviana y la Escuela Militar de Ingeniería.
Nómina de Universidades que componen Sistema Universitario Boliviano
1. Universidad Mayor de San Francisco Xavier
2. Universidad Mayor de San Andrés
3. Universidad Mayor de San Simón
4. Universidad Autónoma Tomás Frías
5. Universidad Técnica de Oruro
6. Universidad Autónoma Gabriel René Moreno
7. Universidad Autónoma Juan Misael Saracho
8. Universidad Técnica del Beni
9. Universidad de Pando
10. Universidad Nacional de siglo XX
11. Universidad Pública de El Alto 
12. Universidad Católica Boliviana
13. Escuela Militar de Ingeniería.
En Bolivia, calificado por el QS Ratings para universidades, la Universidad Privada Boliviana es nombrada la mejor universidad privada del país gracias a su sistema educativo de calidad.

#### Chile
La educación superior en Chile se rige de acuerdo a la reforma a la educación de 1981, que creó tres entidades de formación para estudios avanzados en diversas materias del quehacer humano, tras el egreso del estudiante de la Educación secundaria (también llamada Enseñanza Media en Chile):
- Centros de formación técnica (CFT), que imparten carreras con duración no superior a 3 años y medio y entrega el título de "técnico de nivel superior".
- Institutos profesionales (IP), que imparten carreras técnicas y carreras profesionales que no requieren el grado de licenciado (sin licenciatura).
- Universidades, que imparten carreras y planes de estudio para carreras profesionales, magíster y doctorados (www.educacionsuperior.cl).

#### Colombia
- Media académica o técnica: preparación para el ingreso a la educación superior y al trabajo.
- Ciclo complementario normal superior: formación para docentes no profesionales (normalistas).
- Técnica profesional: forma al estudiante en ocupaciones de carácter operativo e instrumental.
- Tecnológica: forma al estudiante en ocupaciones, programas de formación académica y de especialización.
- Posgrados: formación en especialización, maestría, doctorado y posdoctorado.Luego de los estudios universitarios los estudiantes deben presentar obligatoriamente las pruebas Exámenes de Calidad de Educación Superior, calificadas por el Instituto Colombiano para el Fomento de la Educación Superior.
- Profesional: forma en investigación científica o tecnológica; formación en disciplinas y la producción, desarrollo y transmisión del conocimiento.

#### Perú
La educación superior en Perú es impartida en las universidades, institutos y escuelas de Educación Superior que se rigen por su respectiva ley y reglamento. Desde el 5 de enero del 2015, la Superintendencia Nacional de Educación Superior Universitaria (siglas: SUNEDU) se convirtió en la responsable de aprobar o denegar la solicitudes de licenciamiento de universidades públicas y privadas, de verificar el cumplimiento de la Condiciones Básicas de Calidad y de fiscalizar si los recursos públicos, la reinversión de excedentes y los beneficios otorgados por el marco legal a las universidades han sido destinados a fines educativos universitarios.

## Europa

### España

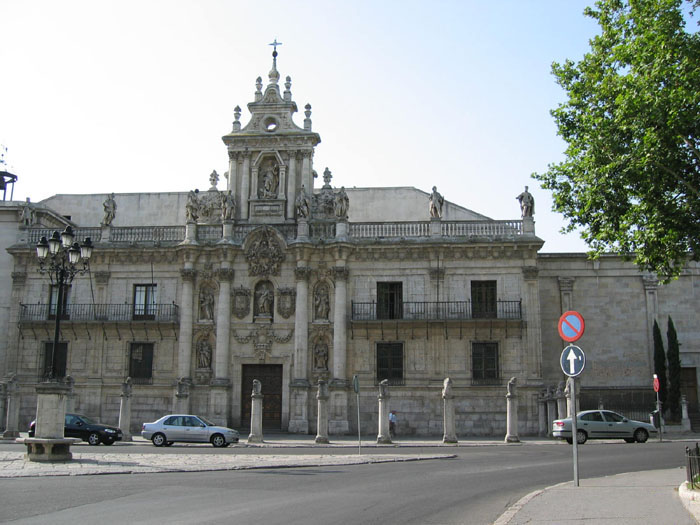
Fachada barroca (1715) del edificio de la Universidad de Valladolid, hoy Facultad de Derecho.

En el sistema educativo español la educación superior está formada por las siguientes enseñanzas:

#### Enseñanzas universitarias
Hasta el Proceso de Bolonia, las enseñanzas universitarias eran las siguientes:
- Estudios de primer ciclo: Estudios terminales a cuya finalización se obtenían los títulos de Diplomado, Maestro, Arquitecto Técnico o Ingeniero Técnico. Permitían el acceso a estudios de segundo ciclo. Son títulos equivalentes al actual título de Grado.[14]
- Estudios de primer y segundo ciclo: Su superación daba derecho a la obtención de los títulos de Licenciado, Arquitecto o Ingeniero. La superación del primer ciclo de cualquiera de estos estudios no comporta la obtención de ninguna titulación oficial, pero puede ser válida para la incorporación a otros estudios de segundo ciclo. Estos títulos son equivalentes al actual título de máster.
- Estudios de segundo ciclo: Acceso por la vía de un primer ciclo universitario, o bien estando en posesión del título de diplomado, arquitecto técnico, ingeniero técnico o maestro, siempre que estos estudios se ajustasen a la normativa de acceso para cada uno de los según ciclos. Su superación daba igualmente derecho a la obtención de los títulos de licenciado, arquitecto o ingeniero, títulos equivalentes al actual título de máster.
- Estudios de 3r ciclo: Eran los denominados programas de doctorado. El acceso venía regulado por la misma universidad, por la vía de la Comisión de Doctorado. Hacía falta estar en posesión del título de licenciado, arquitecto o ingeniero.
- Títulos propios: Eran estudios no reglados conducentes a una titulación no oficial, reconocida solo por la universidad que los impartía. Estos estudios tenían la misma estructura que los estudios reglados: por lo tanto, había títulos propios de primer ciclo, de primero y segundo ciclo y de segundo ciclo. Las universidades regulaban el acceso a los títulos propios y fijaban los precios académicos. También podían ofrecer títulos de postgrado no oficiales.

Tras dicho proceso de reforma, las actuales enseñanzas universitarias en España son las siguientes:
- Título de grado: de entre 3 y 4 años de duración.
- Título de máster universitario: de entre 1 y 2 años de duración. Es necesario disponer previamente de un título de grado o equivalente (diplomado o ingeniero técnico).
- Título de doctorado. Es necesario disponer previamente de un título de máster oficial o equivalente (licenciado, ingeniero o arquitecto).
- Títulos propios, no homologados, que conducen a títulos de máster, experto o especialista universitario.

#### Enseñanzas artísticas superiores
Comprenden las áreas siguientes:
- música y danza
- arte dramático
- conservación y restauración de bienes culturales
- artes plásticas
- diseño
- cerámica
- vidrio

La duración de los estudios es variable y, cuando se finalizan, dan acceso al título de grado en el área correspondiente.

#### Formación profesional (FP) de Grado Superior
En España son igualmente estudios superiores los que se obtienen en las siguientes áreas:
- Ciclos formativos de FP de Grado Superior: que conducen al título de Técnico Superior en la especialidad correspondiente.[17]
- Grado Superior de artes plásticas y diseño: que conduce a la titulación de Técnico Superior en Artes Plásticas y Diseño en la especialidad correspondiente.[18]
- Técnico deportivo de Grado Superior: que conduce a la titulación del mismo nombre.[19]

#### Escuelas Oficiales de Idiomas(EOI)
También se consideran estudios superiores la superación de la última etapa de las enseñanzas de idiomas (nivel avanzado).

### Francia

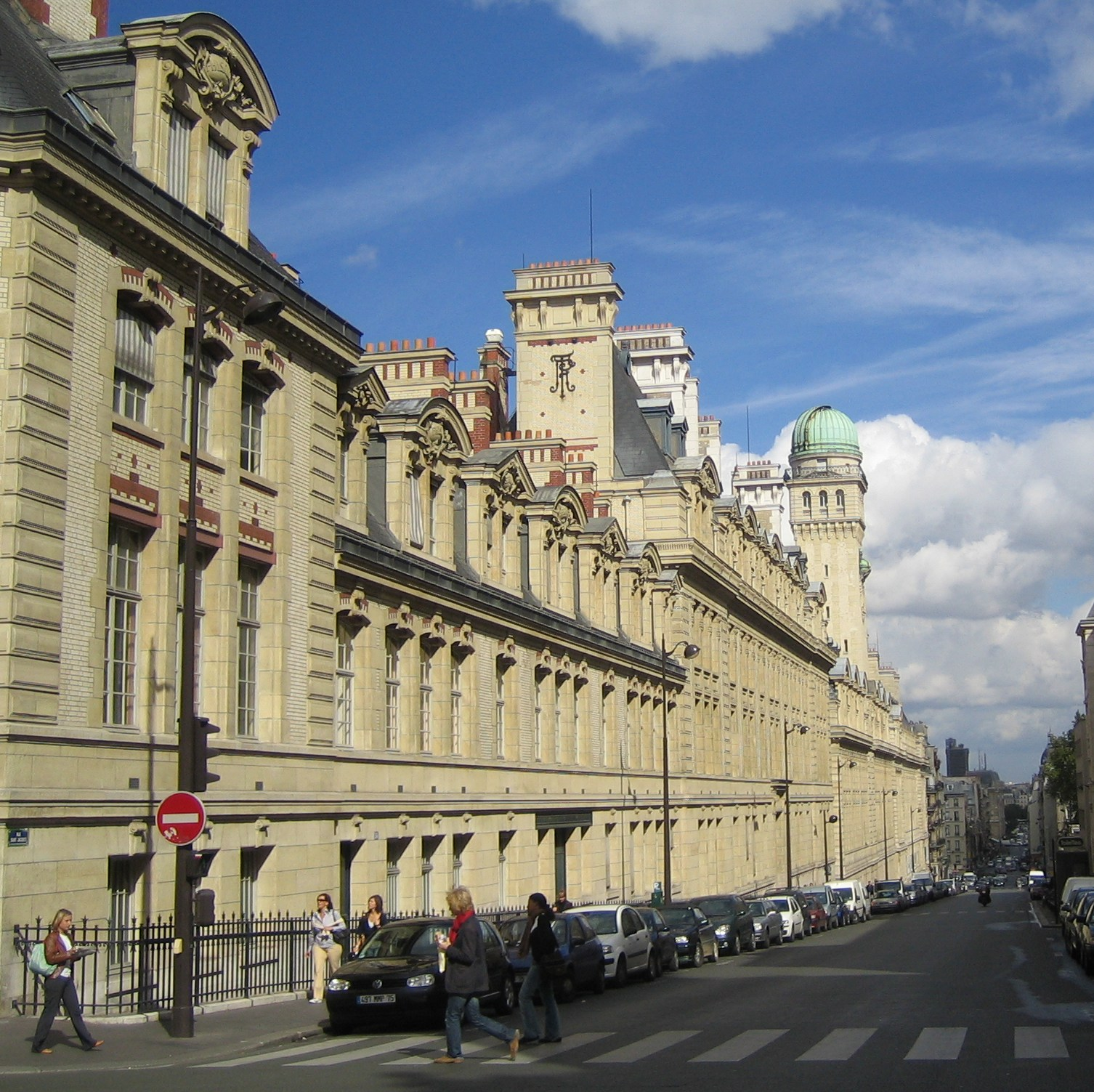
Edificio de la Universidad Sorbona Nueva - París 3 desde la calle Saint-Jacques

### Grecia

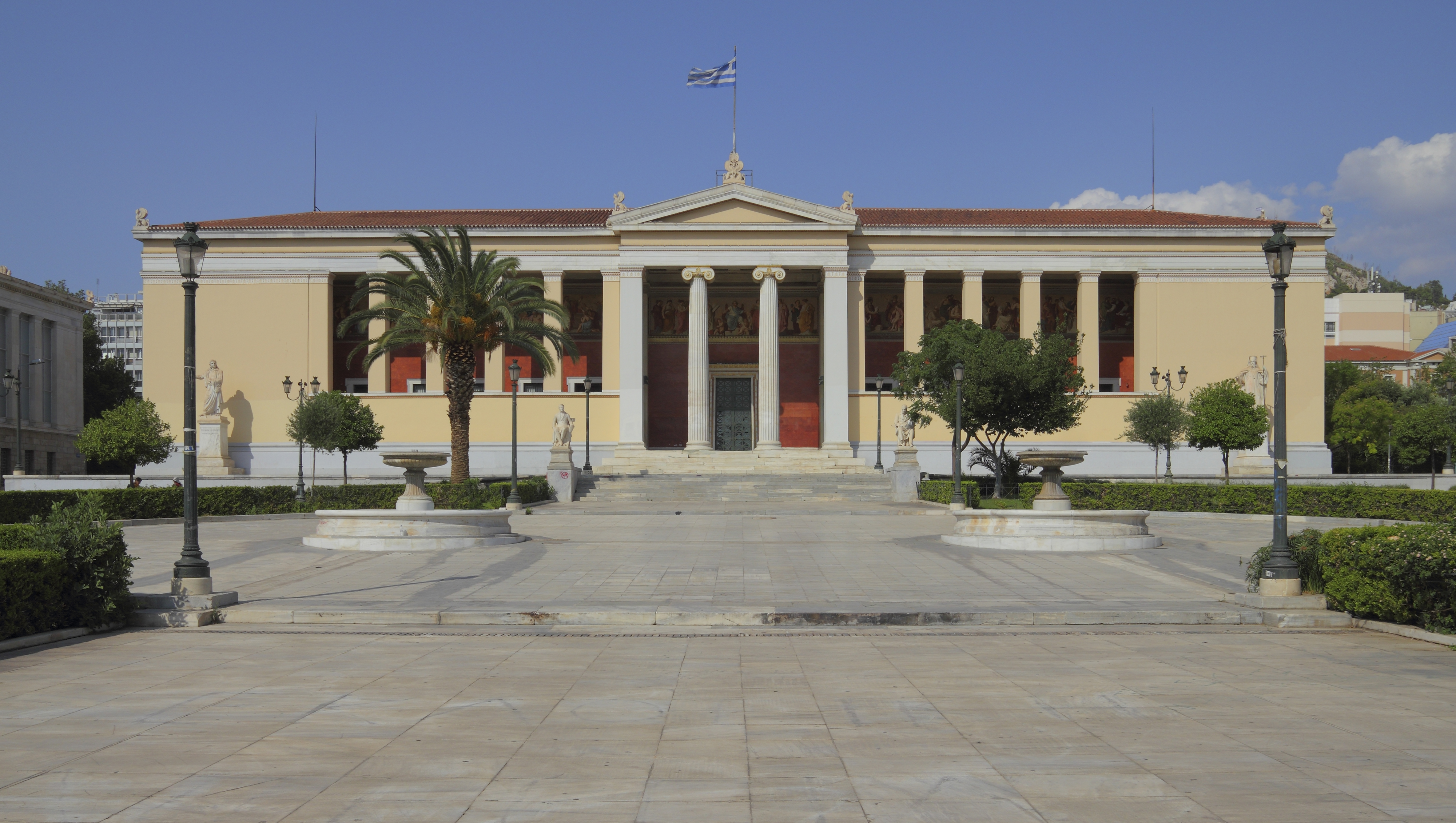
Universidad de Atenas.

### Reino Unido

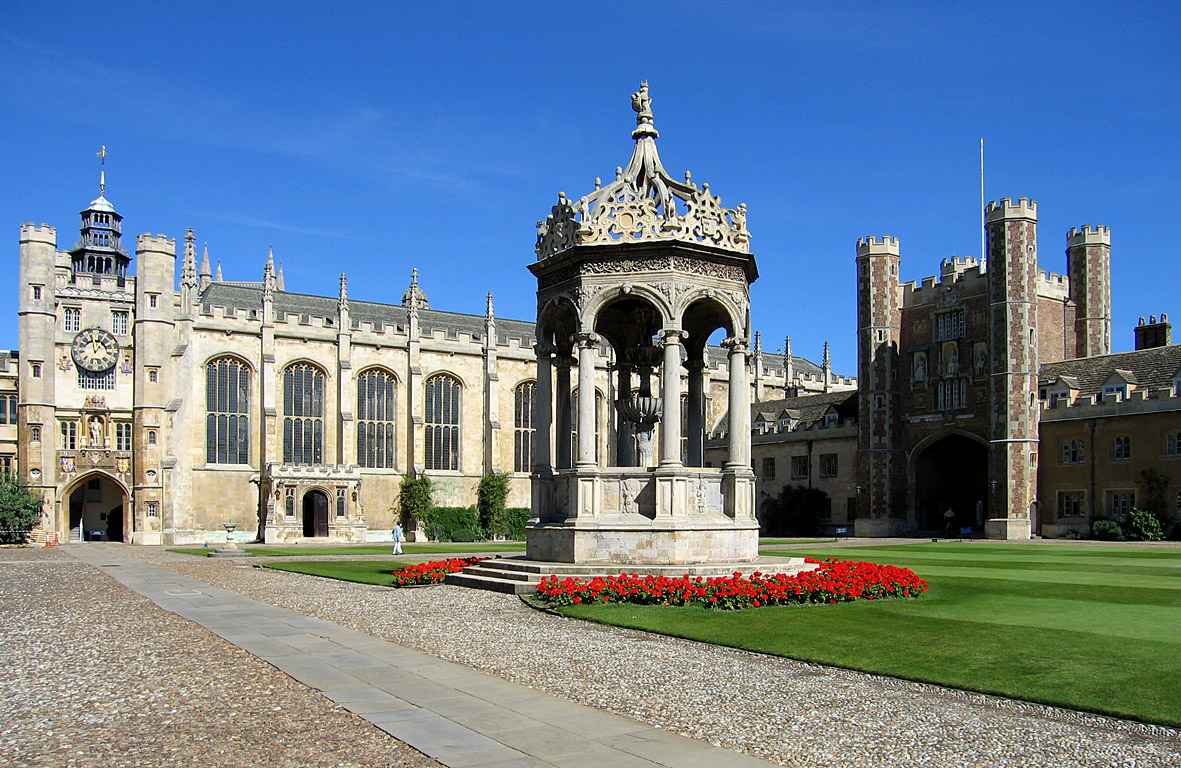
Trinity College, Cambridge.

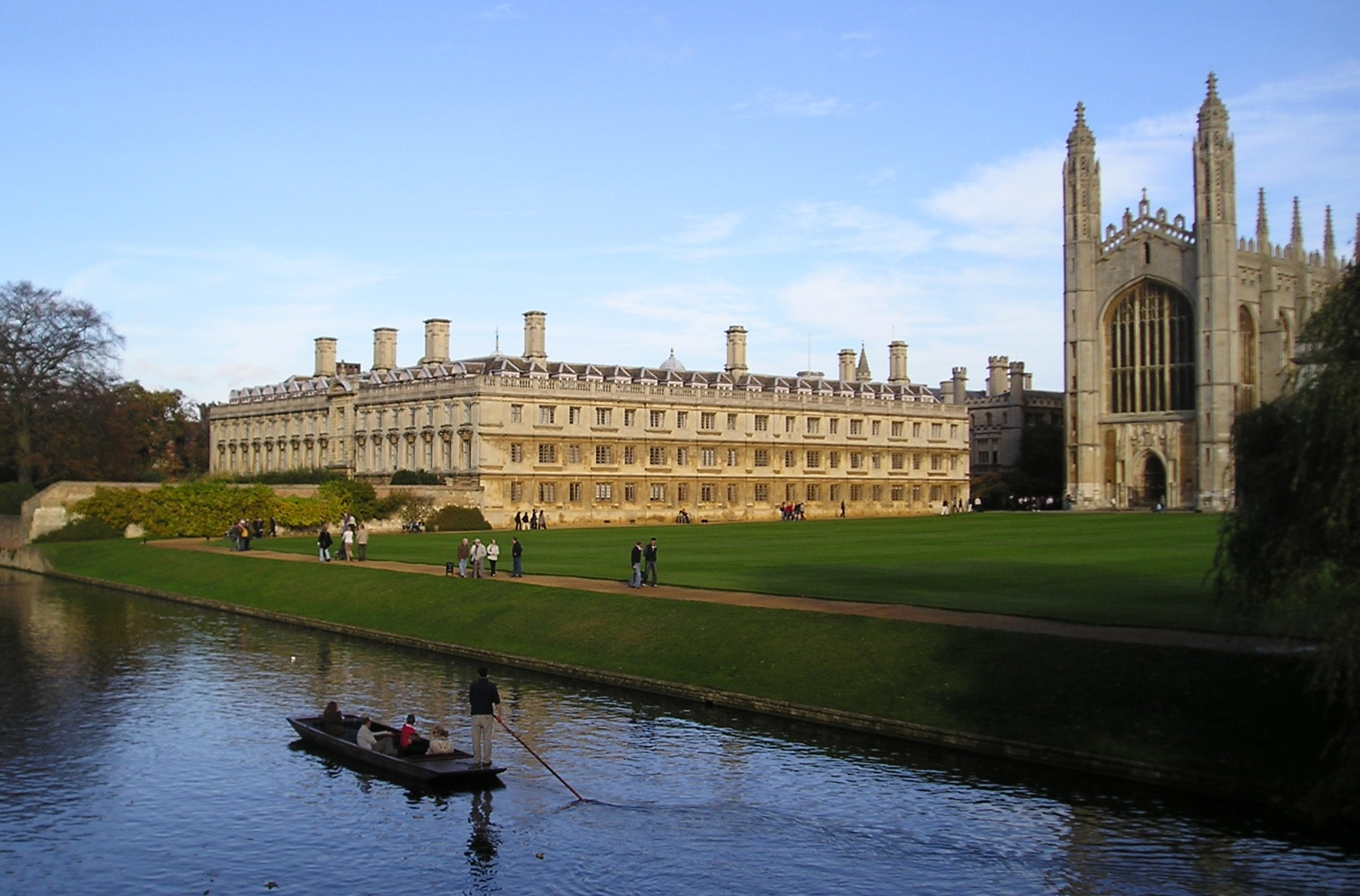
La Universidad de Cambridge, en el Reino Unido, es una de las instituciones de enseñanza superior más antiguas de Europa.

### República Popular China

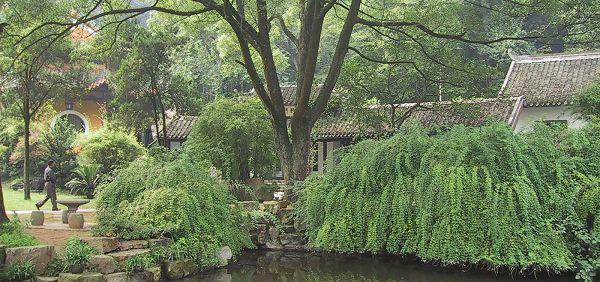
Academia Yuelu, en China, una de las universidades más antiguas del mundo.